# Humming Toad
Humming Toad（ハミング・トード）は、日本のネオアコバンド b-flower のメンバーである岡部亘（岡部わたる）によるソロユニット。

## 概要
ビートルズに代表される 60's ポップを基調とした岡部のソロプロジェクト。
全作曲、ヴォーカルおよびすべての楽器を岡部がこなす。b-flower の八野英史が作詞、宮大がミックスとして参加。
これまでに自主レーベル  Seeds Record より、EP とアルバムをそれぞれ一枚ずつリリースしている。

## ディスコグラフィ

### EP
- Love Wonderland（1999年）

### アルバム
- Love Under The Lily Pad（2000年）